# Symphonie Iéna

La Symphonie Iéna est une symphonie en do majeur qui a été longtemps attribuée à Ludwig van Beethoven. Elle a été découverte par Fritz Stein en 1909 dans les archives de la société de concerts de Iéna, d'où l'origine du nom. Stein a estimé qu'elle était une œuvre de Beethoven et elle a été ainsi publiée par Breitkopf et Härtel en 1911. Il est reconnu maintenant que la pièce est une œuvre de Friedrich Witt. 

## Histoire
Stein pensait qu'il s'agissait d'une œuvre de jeunesse de Beethoven et mettait en avant une certaine ressemblance stylistique dans la préface de la partition. Dans chacun des quatre mouvements, il isolait certains passages qu'il considérait apparentés à la manière de Beethoven. La croyance de Stein en la paternité de Beethoven pour cette symphonie a été renforcée par le fait que des lettres de Beethoven montrent qu'avant la composition de sa Symphonie nº 1, il a essayé d'écrire une symphonie en ut majeur en utilisant la Symphonie nº 97 de Joseph Haydn comme modèle, et qu'il est facile de trouver des similitudes entre la Symphonie Iéna et la Symphonie nº 97 de Haydn.
Lorsque H. C. Robbins Landon a découvert dans les archives de l'abbaye de Göttweig une autre copie de l'œuvre portant le nom de Witt, il a réussi à convaincre la plupart des critiques que l'œuvre était en fait de Witt.

## Analyse

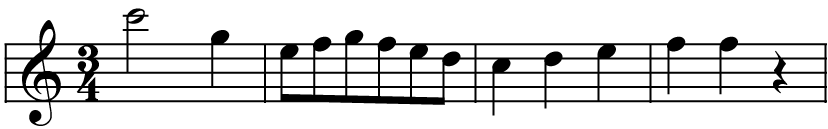
Première phrase de la symphonie Iéna

Composée de quatre mouvements, la symphonie est écrite pour une flûte, 2 hautbois, 2 bassons, 2 cors en ut, 2 trompettes en ut, des timbales et cordes.
Le premier mouvement commence par une introduction adagio de 20 mesures. Un mouvement de forme sonate suit avec un premier thème ternaire et un second thème plus dansant.
L'exposition fait l'objet d'une reprise (pas toujours respectée en concert). Le développement comportant juste 30 mesures, se termine par un crescendo conduisant directement à la réexposition.
Le second mouvement en fa majeur a une section centrale en fa mineur.
La timbale en ut est utilisée dans ce mouvement (les timbales sont accordées en ut et en sol pour le premier mouvement et ne sont plus modifiées).
Le troisième mouvement est un menuet avec trio.
Le quatrième mouvement commence piano.
Le traitement des vents dans ce mouvement a conduit certains chercheurs à croire (avant la découverte de Robbins Landon) que ce mouvement était en fait écrit par Beethoven tandis que le reste était de la main d'un compositeur inconnu.